# Велде, Эсайас ван де
Эсайас ван де Ве́лде, по-голландски читается как Эсайс фан де Фелде (нидерл. Esaias van de Velde; 17 мая 1587, Амстердам — 18 ноября 1630, Гаага) — голландский живописец и гравёр, из семьи художников ван де Велде.

## Семья художников ван де Велде
Одним из родоначальников большой семьи потомственных живописцев-пейзажистов из Амстердама, Северная Голландия, был Ян ван де Велде Старший. Его сыном был Эсайас ван де Велде (1587—1630). Брат Эсайаса — Виллем ван де Велде Старший (ок. 1611—1689) из Лейдена, также работал в Амстердаме и в Англии, стал известным живописцем-маринистом. Его сын — Виллем ван де Велде Младший (1633—1707) — также живописец-маринист, учился у отца в Амстердаме и у Симона де Влигера. Считается самым известным и самым талантливым представителем семьи. Его называли Рафаэлем морской живописи. В 1677 году вместе с отцом он уехал в Англию и поступил на службу к английскому королю Карлу II.
Родной брат Эсайаса ван де Велде, сын Яна ван де Велде Старшего — Ян ван де Велде Младший (1593—1641) — голландский живописец и гравёр, и отец художника Яна Янса ван де Велде (ок. 1620—1662).
Второй сын Виллема Старшего — Адриан ван де Велде (1636—1672) — живописец-пейзажист и офортист, также учился у отца, Яна Вейнантса и Паулюса Поттера. Испытал влияние Филипса Вауэрмана. Известны и другие художники этой семьи, а также однофамильцы и мастера, родственные отношения которых не всегда проясняются источниками.

## Биография Эсайса ван де Велде
Эсайас был сыном и учеником Ханса ван де Велде (1552, Антверпен — 1609, Амстердам). Крещён 17 мая 1587 года. Учился у Конингсло и Давида Винкбонса. После смерти отца переехал в Харлем, где в 1612 году был зарегистрирован в Гильдии Святого Луки, поэтому считается представителем харлемской школы живописи, внёсшей новый, эмоциональный аспект в искусство голландского пейзажа.
В 1617 и 1618 годах Эсайас был членом Риторической палаты в Харлеме. 10 октября 1618 года он был зарегистрирован в гаагской Гильдии Святого Луки. В Гааге он работал в сообществе с Бартоломеусом ван Бассеном и Питером Антонисом ван Гроневегеном. Его помощниками и наследниками были два сына: Эсайас ван де Велде Второй (1615 — до 1681) и Антонис ван де Велде Второй (1617—1672). Скончался Эсайас ван де Велде в 1630 году в Гааге.

## Творчество
Кроме пейзажей с небольшими фигурками группы людей Эсайас писал архитектурные ведуты и картины бытового жанра. Позднее творчество Эсайаса ван де Велде отличается ясностью композиций и ярким колоритом. Художник также писал застольные сцены и эпизоды кавалерийских сражений, ставшие образцом для многих поколений баталистов. Был придворным живописцем принцев Морица и Фредерика Генриха Оранских.
Его учениками были Ян ван Гойен, Питер де Нейн, Ян Асселин, Питер ван Лар, Ян Марцен де Йонге и другие. Сохранилось большое количество гравюр, выполненных Эсайасом ван де Велде.
В санкт-петербургском Эрмитаже имеются три картины Эсайаса ван де Велде, среди них: «Общество на террасе».

## Галерея

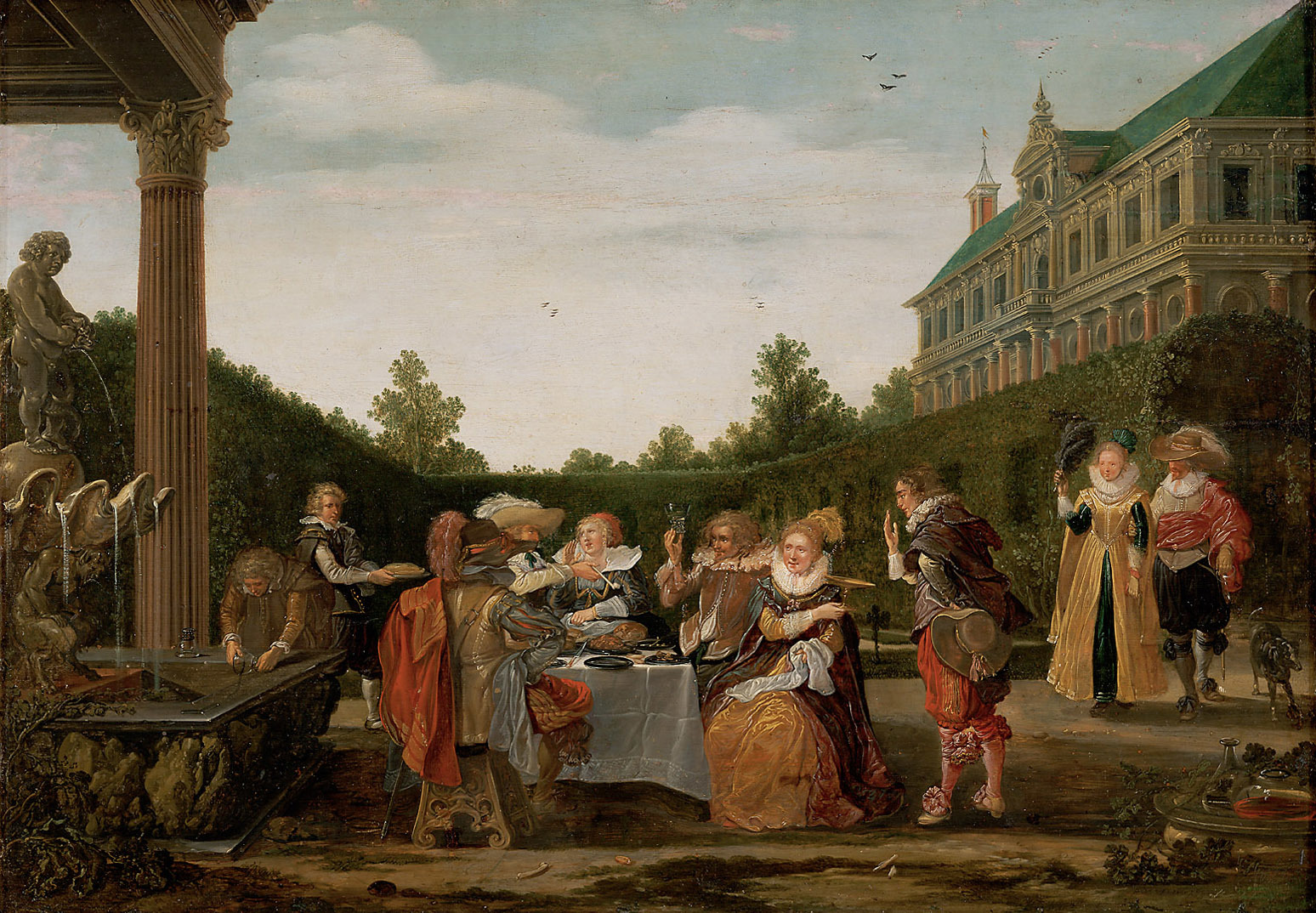
Празднество в парке замка. Музей истории искусств, Вена
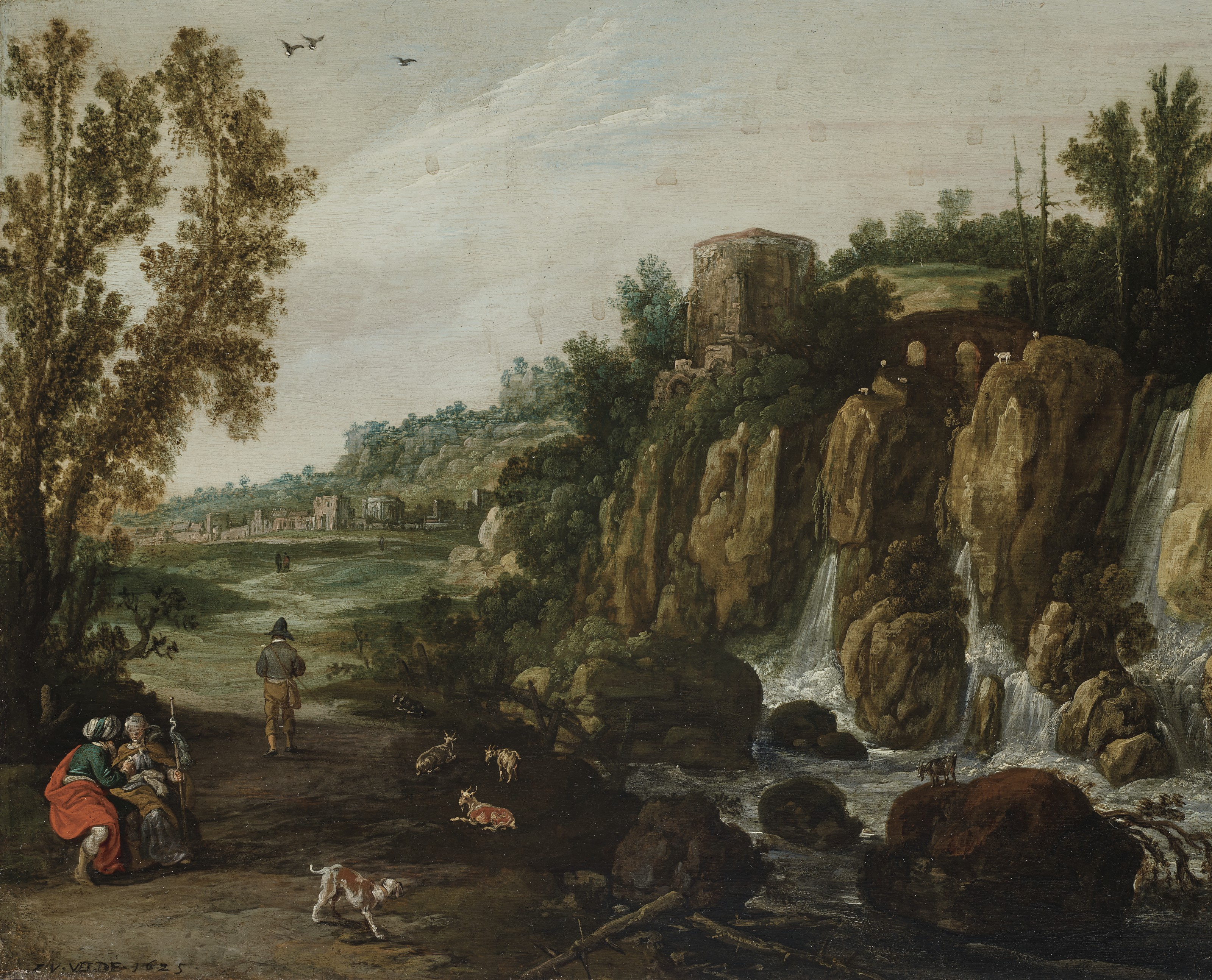
Скалистый пейзаж с водопадом. Дерево, масло. Частное собрание
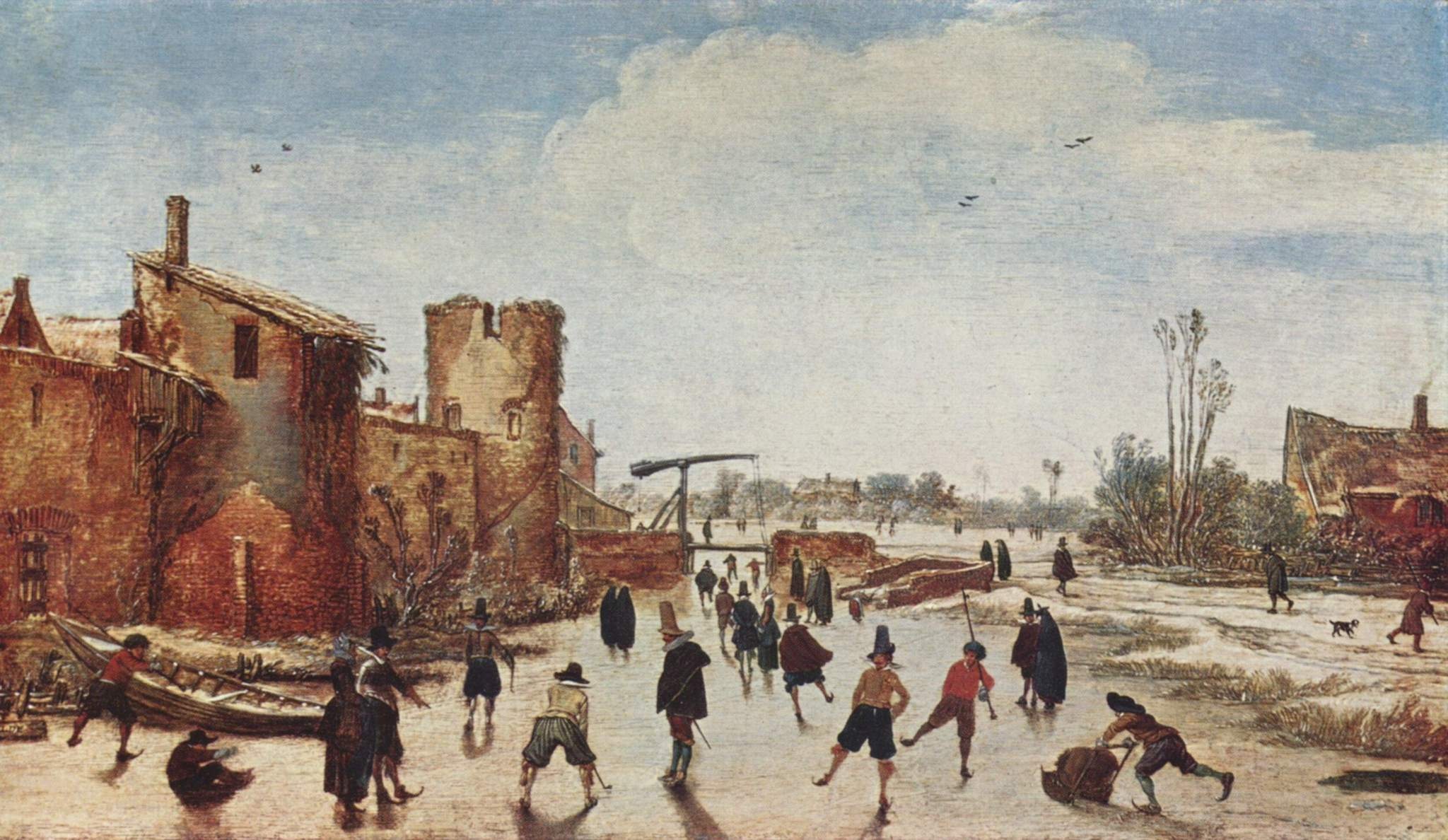
Зимние забавы на обводном городском рву. 1618. Дерево, масло. Старая пинакотека, Мюнхен
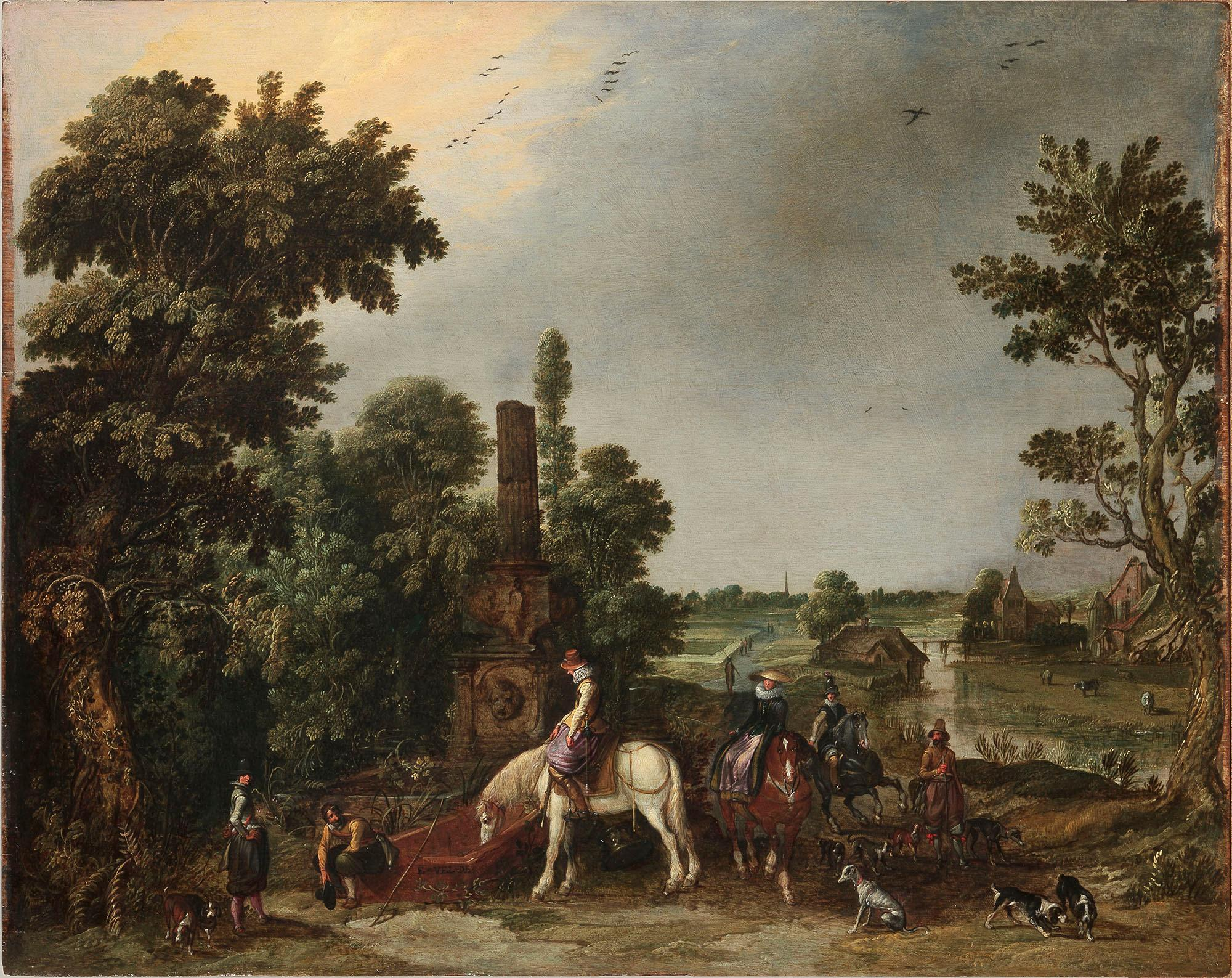
Охотничья сцена на фоне античного фонтана. Музей искусств, Толедо
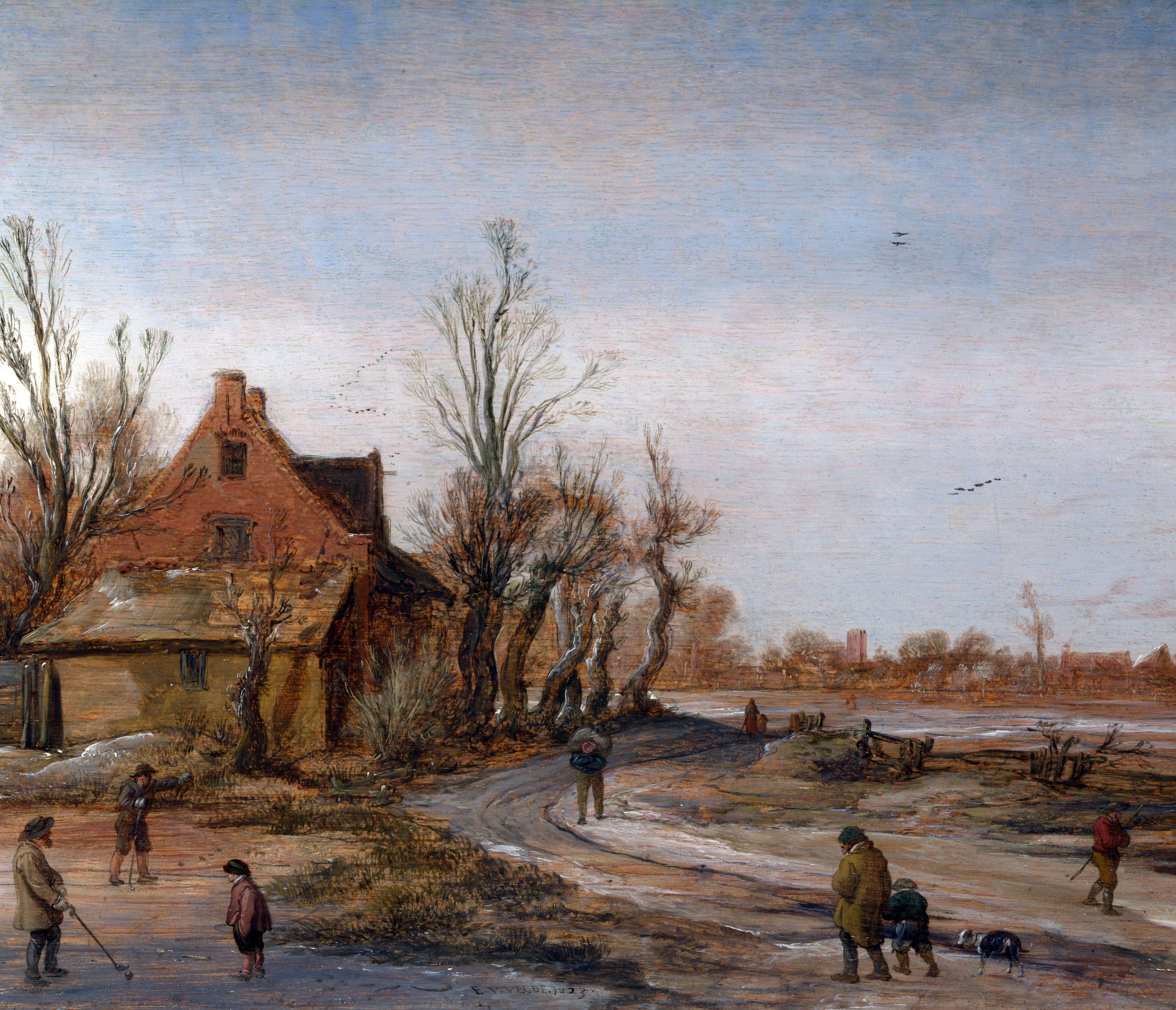
Зимний пейзаж. 1623. Дерево, масло. Национальная галерея, Лондон
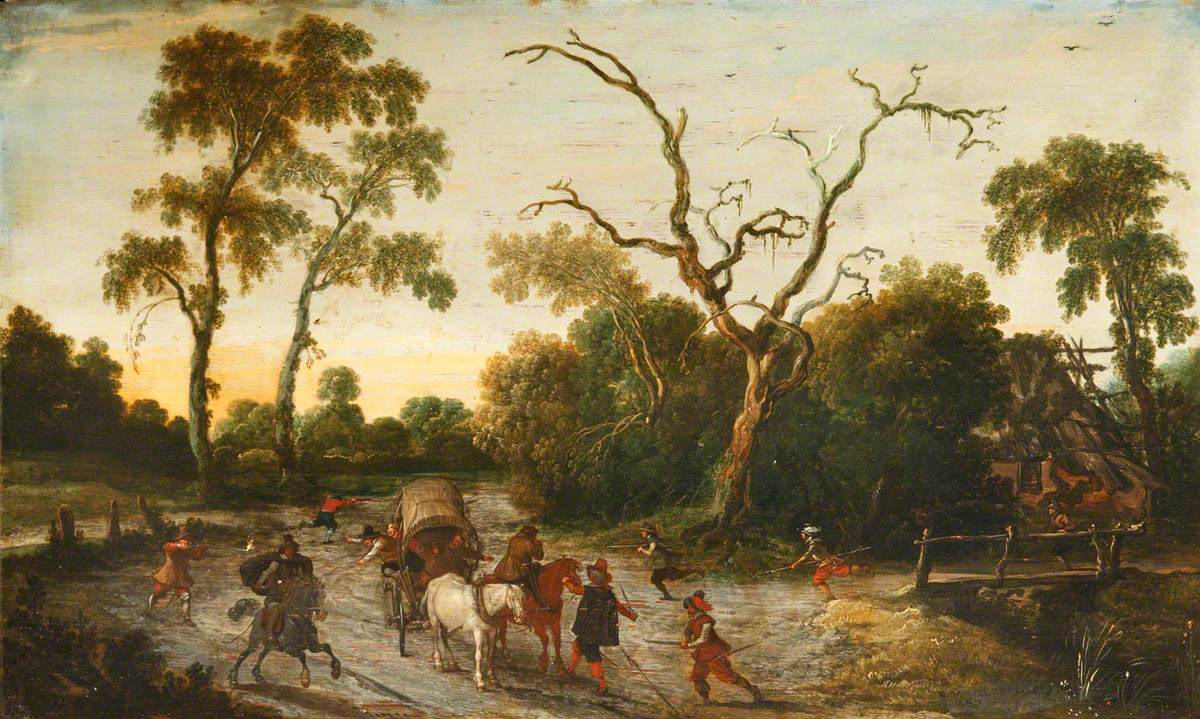
Лесной пейзаж с вооруженными людьми, нападающими на повозки. 1623. Холст, масло. Национальный фонд, Великобритания